# René L. De Rouen

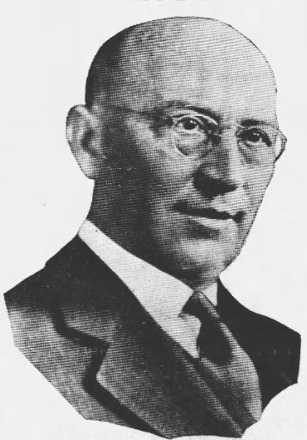
René L. De Rouen (1942)

René Louis De Rouen (* 7. Januar 1874 bei Ville Platte, Evangeline Parish, Louisiana; † 27. März 1942 in Baton Rouge, Louisiana) war ein US-amerikanischer Politiker. Zwischen 1927 und 1941 vertrat er den Bundesstaat Louisiana im US-Repräsentantenhaus.

## Werdegang
René De Rouen wurde auf einer Farm in der Nähe von Ville Platte geboren. Er besuchte sowohl private als auch öffentliche Schulen und danach das St. Charles College in Grand Coteau. Im Jahr 1892 beendete er seine Studienzeit am Holy Cross College in New Orleans. Danach wurde er im Handel, im Bankgewerbe und in der Landwirtschaft tätig. Gleichzeitig begann er als Mitglied der Demokratischen Partei eine politische Laufbahn.
Im Jahr 1921 war De Rouen Delegierter auf einer Versammlung zur Überarbeitung der Staatsverfassung von Louisiana. Nach dem Tod des Kongressabgeordneten Ladislas Lazaro wurde er bei der fälligen Nachwahl für den siebten Sitz von Louisiana als dessen Nachfolger in das US-Repräsentantenhaus in Washington, D.C. gewählt. Dort trat er am 23. August 1927 sein neues Mandat an. Nach sechs Wiederwahlen konnte er bis zum 3. Januar 1941 im Kongress verbleiben. Seit 1933 wurden dort die meisten der New-Deal-Gesetze der Bundesregierung unter Präsident Franklin D. Roosevelt verabschiedet. Im Jahr 1933 wurden der 20. und der 21. Verfassungszusatz verabschiedet. Zwischen 1933 und 1941 war De Rouen Vorsitzender des Ausschusses zur Verwaltung der öffentlichen Liegenschaften.
Im Jahr 1940 verzichtete René De Rouen auf eine weitere Kandidatur. Nach seinem Ausscheiden aus dem US-Repräsentantenhaus arbeitete er bis zu seinem Tod am 27. März 1942 für das Bankenministerium der Staatsregierung von Louisiana.